# Haplochromis schubotziellus
Haplochromis schubotziellus és una espècie de peix de la família dels cíclids i de l'ordre dels perciformes present al llac George (Uganda).
Els mascles poden assolir els 7,9 cm de longitud total.